# Клејтон (Калифорнија)
Клејтон (енгл. Clayton) град је у америчкој савезној држави Калифорнија. По попису становништва из 2010. у њему је живело 10.897 становника.

## Демографија
Према попису становништва из 2010. у граду је живело 10.897 становника, што је 135 (1,3%) становника више него 2000. године.
| Група             | 2000.         | 2010.         |
| Белци             | 9.000 (83,6%) | 8.640 (79,3%) |
| Афроамериканци    | 120 (1,1%)    | 146 (1,3%)    |
| Азијати           | 579 (5,4%)    | 717 (6,6%)    |
| Хиспаноамериканци | 681 (6,3%)    | 982 (9,0%)    |
| Укупно            | 10.762        | 10.897        |